# Calymperopsis vietnamensis
Calymperopsis vietnamensis là một loài rêu trong họ Calymperaceae. Loài này được Ninh mô tả khoa học đầu tiên năm 1981.